# Braunsia luzonica
Braunsia luzonica är en stekelart som beskrevs av Bhat och Gupta 1977. Braunsia luzonica ingår i släktet Braunsia och familjen bracksteklar. Inga underarter finns listade.